# 比克薩德鄉 (薩圖馬雷縣)

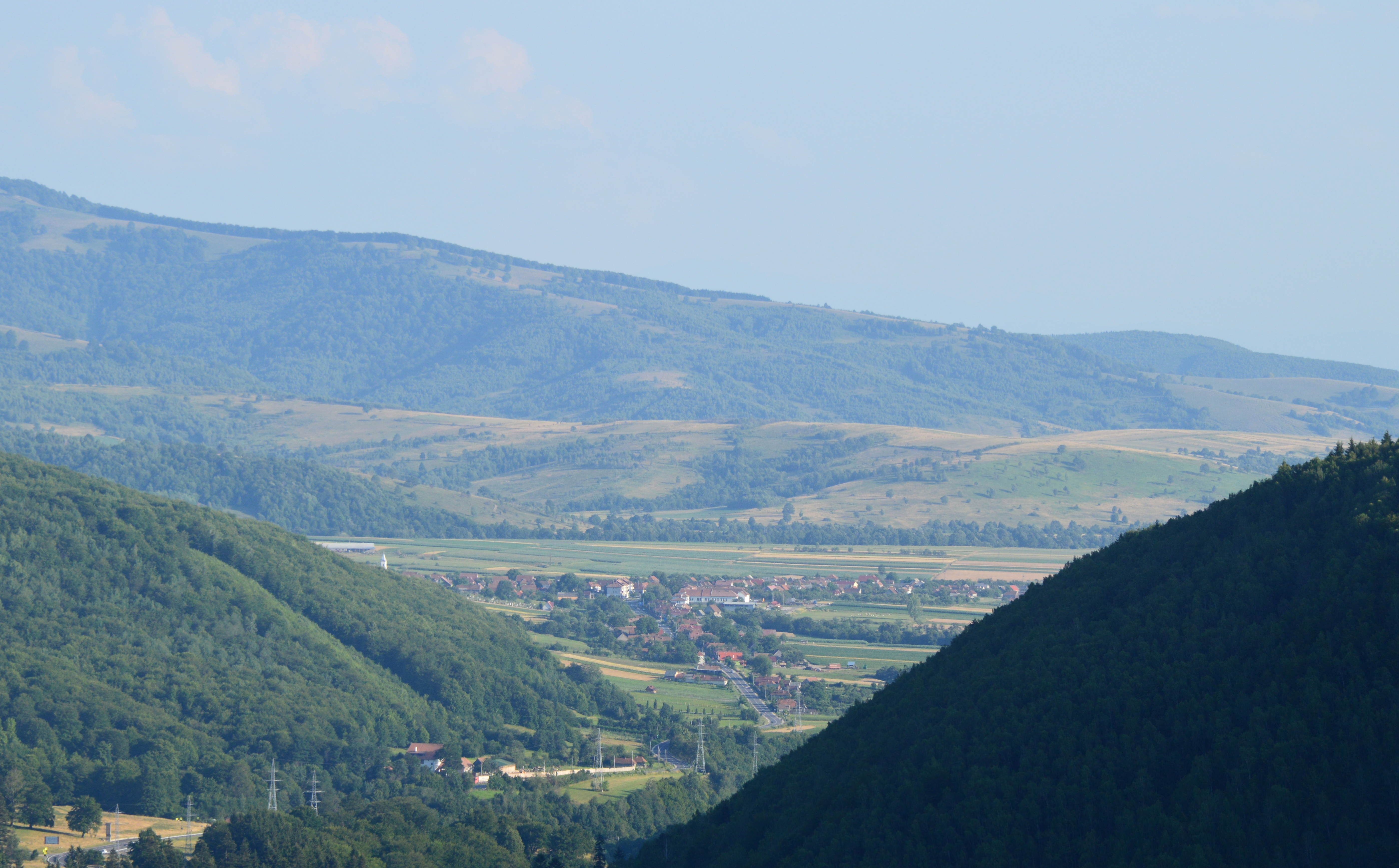

47°56′N 23°26′E / 47.933°N 23.433°E
比克薩德鄉（羅馬尼亞語：Comuna Bixad, Satu Mare），是羅馬尼亞的鄉份，位於該國西北部，由薩圖馬雷縣負責管轄，面積63平方公里，海拔高度195米，2007年人口7,486，人口密度每平方公里119人。